# Apatania majuscula
Apatania majuscula là một loài Trichoptera trong họ Apataniidae. Chúng phân bố ở miền Cổ bắc.